# Vindkraftkooperativ

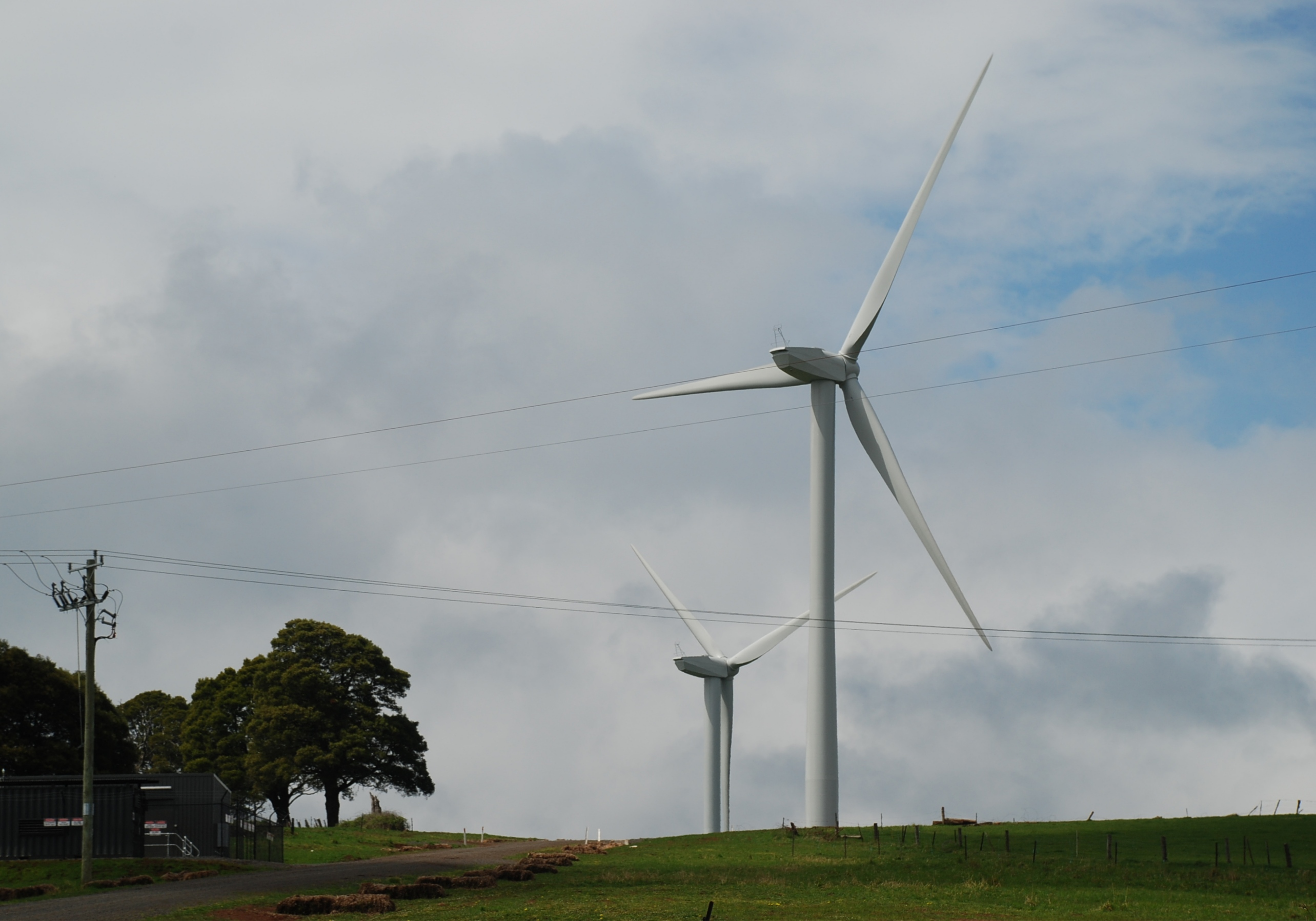
Vindkraftkooperativet Hepburn Wind Farm, Victoria, Australien

Vindkraftkooperativ är en ägandeform för vindkraft. Ägandeformen är särskilt vanlig i Danmark. Även i Storbritannien, Nederländerna, Tyskland och Sverige, förekommer vindkraftkooperativ.
Kooperativt ägd vindkraft innebär att ett vindkraftverk uppförs med hjälp av medlemsavgifterna från vindkraftkooperativet. Medlemmarna köper sedan energi från kraftverket. Eftersom vindkraftkooperativets medlemmar köper el till produktionspris, får de ofta ett lägre pris än andra elkonsumenter. Om kooperativet producerar mer el än medlemmarna kan konsumera, säljs överskottet på elmarknaden. Vindkraftkooperativen är oftast organiserade som ekonomiska föreningar.
C:a 85% av vindkraften i Danmark ägs av vindkraftkooperativ. Detta är bl.a. ett resultat av den långa tradition av kooperativ verksamhet, den s.k. andelsrörelsen, som förekommit i Danmark sedan mitten av 1800-talet. Även i Sverige har andelsrörelse, kooperativ och sparbanker förekommit sedan tidigt 1800-tal, men energikooperativ slog inte igenom i Sverige i större skala förrän på 2000-talet.
Det förekommer också att kooperativ äger andra former av kraftverk, till exempel ett mindre vattenkraftverk, men detta är mer sällsynt.
År 2011 var c:a 26.000 svenskar medlemmar i någon form av vindkraftkooperativ. Antalet kooperativ uppgick år 2011 till 86 stycken.